# Jacques de Concos
Jacques de Concos, ou de Concots ou de Concotz, né au château de Concots dans la seconde moitié du XIIIe siècle et mort à Avignon le 1er mai 1329, est un dominicain et prélat français.
Théologien membre de la curie d'Avignon, il est évêque de Lodève puis archevêque d'Aix-en-Provence.

## Biographie
Jacques de Concos est né au château de Concots dans la seconde moitié du XIIIe siècle. Membre d'une famille importante du Quercy,. Il a deux frères, Reginal de Concos abbé de Marseille, et Hugues. Le vicaire de Meyrargues Hugues de Concos et le chanoine de Saint-Sauveur Guillaume de Concos sont probablement ses neveux. 

### Théologien
Jacques de Concos devient dominicain, probablement en entrant au couvent de Toulouse. Les sources nous le font connaître à partir de 1300. Il est enseignant dans différents couvents dominicains, à Chorges en 1300, puis à Figeac en 1301, en 1305 à Périgueux et en 1308 à Condom. Il enseigne la théologie à Agen en 1312-1313, à Carcassonne en 1315-1316 et à Bordeaux en 1316-1317. Il est nommé prédicateur général en 1315.
Le pape Jean XXII, quercynois comme lui, en fait son confesseur à Avignon et le nomme pénitencier apostolique,,,,,.
En 1320, Jean XXII nomme Jacques de Concos membre d'une commission de dix théologiens et juristes chargée d'étudier si l'invocation des démons et la magie sont des formes d'hérésie. Cette commission comprend deux dominicains (Augustin Kažotić, évêque de Zagreb, et Jacques de Concos lui-même), deux franciscains (Enrico del Carretto, Arnaud Royard, archevêque de Salerne), trois augustins (Alexandre Fassitelli, Jean de Rome, Grégoire de Lucques), un carme (Gui Terreni), un cistercien (Jacques Fournier, futur pape et alors évêque de Pamiers) et Johann Wulfing von Schlackenwerth, prince-évêque de Brixen puis évêque de Bamberg . Chaque membre de la commission produit son texte de réponse, la majorité approuvant la position défendue par le pape d'extension de la notion d'hérésie. La réponse de Jacques de Concos est ambivalente, préconisant la poursuite judiciaire des magiciens tout en affirmant qu'ils ne sont pas exactement hérétiques. Le travail de cette commission aboutit à la publication par le pape de la bulle Super illius specula, qui assimile pratiquement la sorcellerie à l'hérésie.
Le pape demande en 1323 à Jacques de Concos d'envoyer des dominicains enquêter sur une affaire de revenant à Alès,. Il dirige la même année la canonisation de Thomas d'Aquin et préside la commission qui censure des propositions de Guillaume d'Ockham en 1326.

### Évêque
Le 14 février 1318, Jacques de Concos est nommé et sacré évêque de Lodève,. Évêque de Lodève de 1318 à 1322,, il reste néanmoins à la cour pontificale d'Avignon et ne rend dans son diocèse qu'épisodiquement. En 1321, il fonde un couvent de dominicains à Clermont,.
Le 9 juillet 1322, il est transféré, devenant archevêque d'Aix-en-Provence,. Archevêque d'Aix de 1322 à 1329,, il reste à Avignon tout en dirigeant son diocèse. En 1323, il passe un accord avec l'abbé de Saint-Victor de Marseille à propos de la juridiction des églises de la vallée de Trets,. Cet accord est favorable au siège archiépiscopal d'Aix-en-Provence, parce que Jean XXII le soutient,. En 1326, il siège au concile provincial qui se tient à l'abbaye Saint-Ruf d'Avignon avec les autres évêques et archevêques de Provence,,,. Les canons de ce concile cherchent à protéger les biens de l'Église et ses privilèges judiciaires et fiscaux.
Il meurt à Avignon le 1er mai 1329,. Il est enterré dans l'église conventuelle des dominicains d'Aix-en-Provence,, à droite du maître-autel. Jusqu'à la Révolution française, une inscription commémorative indique son tombeau.